# Рони, дочь разбойника
«Ро́ни, дочь разбо́йника» (швед. Ronja Rövardotter, в другом переводе «Ро́нья, дочь разбойника») — сказочная повесть шведской писательницы Астрид Линдгрен. Повесть обычно издают с иллюстрациями Илон Викланд, но существуют и альтернативные иллюстрации. На русский язык есть два перевода: первый сделала Лилианна  Лунгина (1987), второй (где героиню зовут Роня) — Людмила Брауде и Нина Белякова (1993).

## Сюжет
Рони — единственная дочь атамана разбойников Маттиса и его супруги Ловисы. Шайка Маттиса живёт в лесной глуши в старом замке, расколотом надвое молнией в ночь рождения девочки. Рони — смелая, добрая и искренняя, гордость отца, любимица всех его подчинённых. Большую часть времени она проводит, бродя по отцовскому замку и его окрестностям. Она счастлива и даже не догадывается о своём одиночестве.
Но однажды девочка случайно обнаруживает, что вторую половину замка заняла конкурирующая шайка атамана Борки. У него тоже есть ребёнок — сын по имени Бирк, отважный, умный и весёлый мальчик, родившийся в одну ночь с Рони. Встреча с ним меняет её жизнь. Дети заклятых врагов, Рони и Бирк то спорят и соревнуются, то спасают друг друга от разных опасностей — и, наконец, проникаются взаимной симпатией. В тайне от своих родителей они решают стать сестрой и братом. Но извечная вражда разбойничьих родов мешает их дружбе. Дети ссорятся с родителями и сбегают из замка в лес. Здесь, среди опасностей дикой природы и сказочных чудовищ, им предстоит испытать на прочность свою дружбу и прожить полное приключений лето. Чтобы вернуть детей, Маттису и Борке приходится отказаться от вражды. В конце повести кланы объединяются, а Рони и Бирк, к неудовольствию отцов, дают клятву, что никогда не станут разбойниками.

## Адаптации и отсылки
В кино
В 1984 году книга была экранизирована шведским режиссёром Таге Даниэльссоном. Интересно, что в книжной версии неоднократно упоминается о вьющихся волосах Рони и прямых Бирка, тогда как у киногероев причёски совершенно противоположные. В 1987 году фильм был дублирован на русский язык и вышел на советские экраны под названием «Роня, дочь разбойника» (имя героини передано как «Роня»).
В 2014 году вышел 26-серийный мультсериал режиссёра Горо Миядзаки. Это крайне подробная экранизация книги, куда вошли даже события, упоминавшиеся у Линдгрен буквально одной строкой. Сериал был встречен в целом положительно и завоевал ряд премий, хотя его и критиковали за затянутость. Следом за сериалом, в 2019 году вышли в свет: переизданное произведение Астрид Линдгрен с иллюстрациями Кацуя Кондо (мангаки и ведущего мультипликатора прославленной японской студии «Гибли»), а также 4 книги, комиксов: «Дитя грозы», «В западне», «Медвежья пещера» и «Водопад».
В 2024 году на Netflix вышел сериал «Ронья, дочь разбойника» режиссёра Лизы Джеймс Ларссон. Главные роли в нём сыграли Керстин Линден и Кристофер Вагелин. Сериал существенно дополняет сюжет повести сценами и персонажами, не присутствовавшими в первоисточнике.
В музыке
В 1988 году российский бард Александр Городницкий написал по мотивам повести «Песню Рони и Бирка», «Волчью песню», «Песню Лысого Пера», а также остросатирический «Марш серых гномов».
В 1994 году в Германии был поставлен мюзикл по книге.
У русской прогрессив-метал группы Mechanical Poet в альбоме Woodland Prattlers две песни посвящены повести: Stormchild рассказывает о рождении Рони, а Sirens from the Underland — о подземных голосах.